# Songs 1993-1998
Songs 1993-1998 è una compilation del cantautore statunitense Moby, pubblicata il 18 luglio 2000 dalla Elektra Records.
I critici hanno considerato più "best of" quest'antologia che Go - The Very Best of Moby poiché da una panoramica più ampia della carriera del musicista, difatti sono inclusi anche brani già pubblicati su I Like to Score.

## Tracce
Testi e musiche di Moby, eccetto dove indicato.
1. First Cool Hive – 5:16 – da Everything Is Wrong
2. Go – 3:59 (Moby, Angelo Badalamenti, David Lynch) – da Moby
3. Into the Blue – 5:32 (Moby, Mimi Goese) – da Everything Is Wrong
4. Now I Let It Go – 2:09 – da Animal Rights
5. Move (You Make Me Feel So Good) – 3:37 – singolo del 1994
6. I Like to Score – 2:21 – inedito; pezzo usato nel film Double Tap e pubblicato nella compilation I Like to Score
7. Anthem – 3:27 – da Everything Is Wrong
8. Hymn – 3:18 – da Everything Is Wrong
9. Feeling So Real – 3:23 – da Everything Is Wrong
10. God Moving Over the Face of the Waters – 5:45 – da Everything Is Wrong
11. Alone – 10:47 – pezzo proveniente dalla versione americana di Animal Rights
12. Novio – 2:39 – inedito; pezzo usato su "Double Tap" e pubblicato in I Like to Score
13. The Rain Falls and the Sky Shudders – 6:16 – b-side del singolo Move (You Make Me Feel So Good)
14. When It's Cold I'd Like to Die – 4:15 (Moby, Mimi Goese) – da Everything Is Wrong
15. Living – 7:01 – versione completa del brano originale da Animal Rights
16. Grace – 5:25 – inedito; presente sul cortometraggio "Space Water Onion" e pubblicato su I Like to Score

## Formazione
- Moby: tutti gli strumenti
- Kochie Banton: rap [9]
- Rozz Morehead: voce [9]
- Mimi Goese: voce [3, 14]

## Classifiche
| Classifica (2000) | Posizione massima |
| ----------------- | ----------------- |
| Stati Uniti       | 137               |